# Valses, opus 34 de Chopin
Les trois Valses, opus 34 de Chopin, pour piano seul, ont été composées par Frédéric Chopin de 1834 à 1838 et publiées en 1838. Robert Schuman affirme qu'il s'agissait de "valses pour les âmes plus que pour les corps".

## Valse en la bémol majeur, op. 34 no 1

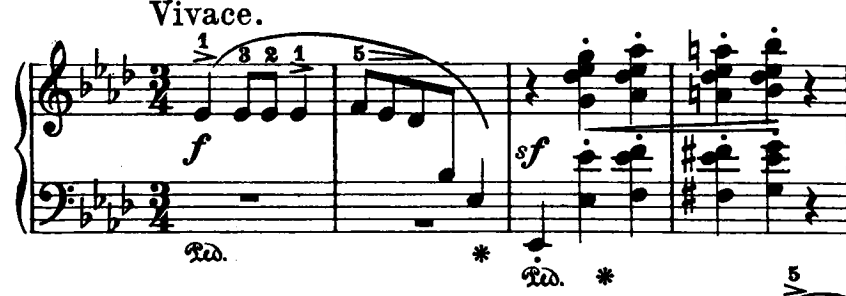
Ouverture de la valse

Comptant parmi les plus longues des valses de Chopin, cette valse est en la bémol majeur. Le morceau est introduit par une fanfare avant de moduler en ré bémol majeur pour une section centrale rêveuse. Le passage en la bémol est suivi d'une coda, qui mène à la fin du morceau. Cette valse a été dédiée à Josefina von Thun-Hohenstein.

## Valse en la mineur, op. 34 no 2

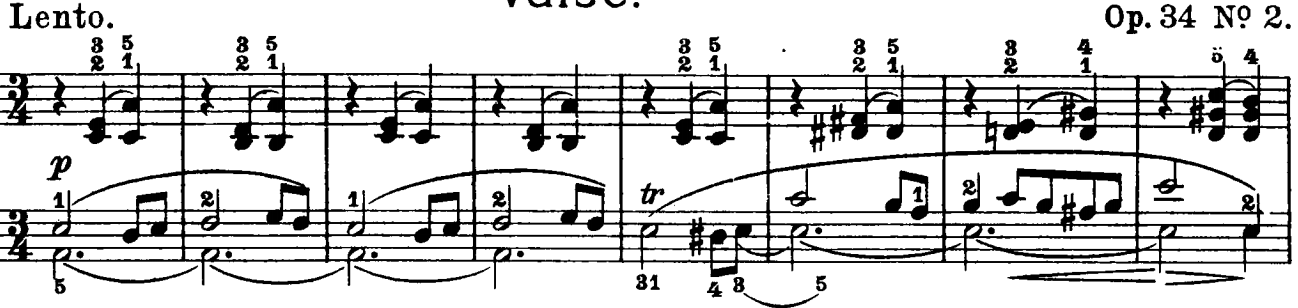
Ouverture de la valse

Cette valse est une valse lente et triste en la mineur. Cette valse a été dédiée à la baronne d’Ivry. Bien qu'elle ait été la première à être écrite parmi les trois, cette valse a été la deuxième à être publiée. L' Institut Fryderyk Chopin pense que cette pièce a été composée en 1831. C'était la valse préférée de Chopin,.

## Valse en fa majeur, op. 34 no 3

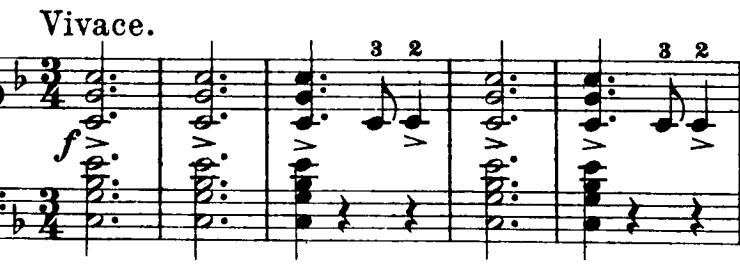
Ouverture de la valse

Cette valse en fa majeur, typique d'une Grande valse brillante, a été composée en 1838 et publiée la même année. Cette valse a été dédiée à la baronne d’Eichtal.